# Syrphophilus asperatus
Syrphophilus asperatus är en stekelart som beskrevs av Dasch 1964. Syrphophilus asperatus ingår i släktet Syrphophilus och familjen brokparasitsteklar. Arten är reproducerande i Sverige. Inga underarter finns listade i Catalogue of Life.